# Colorado (rzeka w Argentynie)
Colorado (hiszp. Río Colorado) – rzeka w środkowej Argentynie. Jej długość wynosi 860 km.
Jej źródła znajdują się na wschodnich stokach Andów. Płynie dalej w kierunku wschodnim-południowo-wschodnim. Uchodzi deltą do Zatoki Białej (Bahía Blanca, Ocean Atlantycki). Rzeka przepływa przez obszar o wyjątkowo suchym klimacie. Nie przyjmuje żadnych dopływów poza Curacó, której źródła znajdują się dalej na północy. Rzeka jest żeglowna w dolnym biegu.
Ważniejsze miejscowości nad rzeką Colorado: Colonia 25 de Mayo, Pedro Luro.
Colorado stanowi granicę między argentyńskimi prowincjami Río Negro i La Pampa.